# Pla del Horta
El Pla del Horta es una partida situada a la derecha del río Gorgos dentro del término municipal de Jalón, localidad del sur de la comarca de la Marina Alta, en la provincia de Alicante (España).

## Datos históricos
El origen de la red de acequias que regaba la Huerta de Jalón se remonta a la época de los romanos, se mejoró durante la presencia musulmana y, finalmente, se completó a principios del siglo XX. El agua de riego era captada del mismo lecho del río a través de azudes y conducidos por un sistema de acequias que la distribuían entre los hortelanos.
El año 1902 se promulgaron las Ordenanzas de la Comunidad de Regantes con la finalidad de regular el uso del agua en la Huerta de Jalón. Este texto legal establece la propiedad exclusiva de la Comunidad sobre los siguientes azudes:
- el Azud del Toll de los Maestros, situado al linde con el término municipal de Alcalalí
- el Azud de La Tarafa
- el Azud del Molino Nuevo
- el Azud del Molino del Pueblo

Las Ordenanzas de 1902 también regulaban la conservación de las acequias y azudes de la Huerta de Jalón, pero esta no era en absoluto una cuestión nueva: ya en la Carta Puebla de 1611, los repobladores venidos desde Mallorca e Ibiza se obligaban a "hacer aderezar, conservar y limpiar las acequias principales hasta llegar a los molinos y asimismo hacer aderezar y conservar los azudes". Además, en la mencionada Carta se disponía expresamente que el señor "no tenga obligación alguna respeto de dichas acequias y azudes".

## Situación actual
Al Pla del Horta, desde finales del siglo XX, se han ido ubicando dotaciones deportivas (el polideportivo) y culturales (la biblioteca y el hogar del pensionista). Este emplazamiento fue escogido por la proximidad al casco urbano, la buena comunicación viaria con los otros dos municipios que componen el territorio de Aixa (Alcalalí y Llíber) y el carácter llano del terreno donde se asienta.
- Datos: Q5651461